# Mário de Araújo Cabral
Mário Manuel Veloso de Araújo Cabral, noto anche come "Nicha" Cabral (Cedofeita, 15 gennaio 1934 – Lisbona, 17 agosto 2020), è stato un pilota automobilistico portoghese primo del suo Paese ad esordire in un Gran Premio di Formula 1.

## Carriera
Esordì in Formula 1 al Gran Premio del Portogallo 1959 a bordo di una Cooper T51 della Scuderia Centro Sud, concludendo la gara al decimo posto. Ritentò l'anno seguente senza fortuna, dopo aver disputato alcune gare di Formula 2, ben figurando a Montlhéry.
Partecipò al Gran Premio di Pau 1961 in cui colse il quarto posto, mentre passò il 1962 impegnato con la leva militare in Angola.
Nel 1963 e nel 1964 fece le sue ultime apparizioni in Formula 1, ma senza ottenere risultati utili. Al Gran Premio d'Italia 1964 portò al debutto la Derrington-Francis motorizzata ATS, qualificandosi diciannovesimo, ma in gara fu costretto al ritiro mentre battagliava nelle retrovie.
Si infortunò poi gravemente nel 1965, in una gara di Formula 2 a Rouen-les-Essarts. Negli anni seguenti, le sue apparizioni si fecero più rare e si dedicò soprattutto a corse con vetture sport.

## Risultati in F1
| 1959 | Scuderia            | Vettura    |  |  |  |  |  |  |    |  |  |  |  | Punti | Pos. |
| ---- | ------------------- | ---------- |  |  |  |  |  |  | -- |  |  |  |  | ----- | ---- |
| 1959 | Scuderia Centro Sud | Cooper T51 |  |  |  |  |  |  | 10 |  |  |  |  | 0     |      |

| 1960 | Scuderia            | Vettura    |  |  |  |  |  |  |  |     |  |  |  | Punti | Pos. |
| ---- | ------------------- | ---------- |  |  |  |  |  |  |  | --- |  |  |  | ----- | ---- |
| 1960 | Scuderia Centro Sud | Cooper T51 |  |  |  |  |  |  |  | Rit |  |  |  | 0     |      |

| 1963 | Scuderia            | Vettura    |  |  |  |  |  |     |    |  |  |  |  | Punti | Pos. |
| ---- | ------------------- | ---------- |  |  |  |  |  | --- | -- |  |  |  |  | ----- | ---- |
| 1963 | Scuderia Centro Sud | Cooper T60 |  |  |  |  |  | Rit | NQ |  |  |  |  | 0     |      |

| 1964 | Scuderia                       | Vettura            |  |  |  |  |  |  |  |     |  |  |  | Punti | Pos. |
| ---- | ------------------------------ | ------------------ |  |  |  |  |  |  |  | --- |  |  |  | ----- | ---- |
| 1964 | Derrington-Francis Racing Team | Derrington-Francis |  |  |  |  |  |  |  | Rit |  |  |  | 0     |      |

| Legenda | 1º posto     | 2º posto | 3º posto    | A punti         | Senza punti/Non class.  | Grassetto – Pole position Corsivo – Giro più veloce |
| Legenda | Squalificato | Ritirato | Non partito | Non qualificato | Solo prove/Terzo pilota | Grassetto – Pole position Corsivo – Giro più veloce |